# خلیج ونیز
خلیج ونیز (انگلیسی: Gulf of Venice) خلیجی در مرز امروزی ایتالیا، اسلوونی و کرواسی است که در بخش شمالی دریای آدریاتیک میان دلتای رود پو در شمال ایتالیا و شبه‌جزیره ایستریا در کرواسی قرار دارد.